# Korytnica (powiat staszowski)
Korytnica – wieś w Polsce położona w województwie świętokrzyskim, w powiecie staszowskim, w gminie Szydłów.
W latach 1975–1998 miejscowość należała administracyjnie do województwa kieleckiego. Przez wieś przechodzi  zielony szlak turystyczny z Chańczy do Pielaszowa oraz  żółty szlak turystyczny z Szydłowa do Widełek.

## Historia wsi
Wieś położona jest na wyniosłem płaskowzgórzu panującem nad doliną rzeki Czarnej, na wysokości ponad 900 stóp.
W 1224 roku miał tu miejsce zjazd księcia polskiego Leszka Białego oraz dostojników świeckich i kościelnych.
W 1827 roku we wsi liczącej 29 domów mieszkło 246 osób. W 1864 roku przeprowadzone zostało uwłaszczenie chłopów w wyniku którego chłopi otrzymali na własność posiadane gospodarstwa rolne. W 1883 wieś należała do gminy Kurozwęki powiatu stopnickiego. Według Słownika geograficznego Królestwa Polskiego we wsi działał młyn wodny i tartak, funkcjonowała także fabryka bibuły i szkoła koszykarstwa. Wierni wyznania rzymskokatolickiego należeli do parafii Kotuszów. 
W 1925 roku urodził się w Korytnicy Adam Cecot, działacz ruchu ludowego, partyzant Batalionów Chłopskich.

## Współczesne części wsi
| SIMC    | Nazwa     | Rodzaj    |
| ------- | --------- | --------- |
| 0274795 | Kolanka   | część wsi |
| 0274803 | Trzcianka | część wsi |
| 0274810 | Widanka   | część wsi |

## Dawne części wsi – obiekty fizjograficzne
W latach 70. XX wieku przyporządkowano i opracowano spis lokalnych części integralnych dla Korytnicy zawarty w tabeli 2.

| Nazwa wsi – miasta | Nazwy części wsi – miasta          | Nazwy obiektów fizjograficznych – charakter obiektu |
| ------------------ | ---------------------------------- | --- |
| I. Gromada CHAŃCZA |                                    | |
| 1. Korytnica       | 1. Kolanka 2. Trzcianka 3. Widanka | 1. Boruchna – łąka leśna 2. Cichowa Góra – pole, wzniesienie 3. Dworskie – pole 4. Górki – pole, nieużytki 5. Kolanka – pole, las 6. Kopaliny – nieużytki, krzaki 7. Nowy Staw – łąki, torfowisko 8. Papiernia – pole 9. Pełczyński Las – las 10. Pniaki – piaski, krzaki 11. Stawy – łąki, pole 12. Ścieżki – pole 13. Trzcianka – pole, wzgórze 14. Zachruściki – pole 15. Zadoły – pole, krzaki, nieużytki |